# Tipula paiuta
Tipula paiuta är en tvåvingeart som beskrevs av Alexander 1948. Tipula paiuta ingår i släktet Tipula och familjen storharkrankar. Inga underarter finns listade i Catalogue of Life.